# Triángulo armónico de Leibniz
El triángulo armónico de Leibniz es una ordenación triangular de fracciones unitarias cuyas diagonales exteriores están formadas por los inversos de los sucesivos números de fila y cada uno de los elementos interiores es igual a la diferencia entre el elemento superior izquierdo y el elemento directamente a la izquierda y la celda situada directamente a su izquierda. En notación algebraica, L(f, 1) = 1/f (where f es el número de fila, empezando por 1, y c es el número de columna, nunca superior a f) y L(f, c) = L(f − 1, c − 1) − L(f, c − 1).

## Valores
Las ocho primeras filas son:
{\displaystyle {\begin{array}{cccccccccccccccccc}&&&&&&&&&1&&&&&&&&\\&&&&&&&&{\frac {1}{2}}&&{\frac {1}{2}}&&&&&&&\\&&&&&&&{\frac {1}{3}}&&{\frac {1}{6}}&&{\frac {1}{3}}&&&&&&\\&&&&&&{\frac {1}{4}}&&{\frac {1}{12}}&&{\frac {1}{12}}&&{\frac {1}{4}}&&&&&\\&&&&&{\frac {1}{5}}&&{\frac {1}{20}}&&{\frac {1}{30}}&&{\frac {1}{20}}&&{\frac {1}{5}}&&&&\\&&&&{\frac {1}{6}}&&{\frac {1}{30}}&&{\frac {1}{60}}&&{\frac {1}{60}}&&{\frac {1}{30}}&&{\frac {1}{6}}&&&\\&&&{\frac {1}{7}}&&{\frac {1}{42}}&&{\frac {1}{105}}&&{\frac {1}{140}}&&{\frac {1}{105}}&&{\frac {1}{42}}&&{\frac {1}{7}}&&\\&&{\frac {1}{8}}&&{\frac {1}{56}}&&{\frac {1}{168}}&&{\frac {1}{280}}&&{\frac {1}{280}}&&{\frac {1}{168}}&&{\frac {1}{56}}&&{\frac {1}{8}}&\\&&&&&\vdots &&&&\vdots &&&&\vdots &&&&\\\end{array}}}
Los denominadores están enumerados en (sucesión A003506 en OEIS), mientras que los numeradores son todos unos.

## Elementos
Los elementos están definidos por la relación de recurrencia
{\displaystyle a_{n,1}={\frac {1}{n}},}
{\displaystyle a_{n,k}={\frac {1}{n{\binom {n-1}{k-1}}}},}
y de forma explícita por
{\displaystyle a_{n,k}={\frac {1}{{\binom {n}{k}}k}},}
donde {\displaystyle {\binom {n}{k}}} es un coeficiente binomial.

## Relación con el triángulo de Pascal
Mientras que cada elemento del triángulo de Pascal es igual a la suma de los dos inmediatamente superiores, cada elemento del triángulo de Leibniz es igual a la suma de los dos inmediatamente inferiores. Por ejemplo, el elemento 1/30 de la quinta fila es igual a la suma de los dos elementos 1/60 de la sexta fila.
Al igual que el triángulo de Pascal, el de Leibniz también se puede calcular en función de coeficientes binomiales: {\displaystyle L(f,c)={\frac {1}{f{f-1 \choose c-1}}}}. Es más, los elementos de este triángulo se pueden calcular directamente a partir de elementos del triángulo de Pascal: «Los elementos de cada fila son iguales al elemento inicial dividido entre los elementos correspondientes del triángulo de Pascal». De hecho, las diagonales están relacionadas con las diagonales correspondientes del triángulo de Pascal: los elementos de la primera diagonal del triángulo de Leibniz son iguales a 1/(1 · los números naturales), los de la segunda diagonal son 1/(2 · los números triangulares), los de la tercera diagonal son 1/(3 · los números tetraédricos), etc.
Además, cada elemento del triángulo armónico es igual al inverso del elemento correspondiente del triángulo de Pascal multiplicado por el inverso de su fila: {\displaystyle L(f,c)={\frac {1}{P(f,c)}}\times {\frac {1}{f}}}.

## Serie infinita
La suma infinita de todos los elementos de cualquier diagonal es igual al primer elemento de la diagonal anterior, es decir, {\displaystyle \sum _{f=c}^{\infty }L(f,c)=L(c-1,c-1)}, ya que se puede utilizar la relación de recurrencia para «telescopar» la serie como {\displaystyle \sum _{f=c}^{\infty }L(f,c)=\sum _{f=c}^{\infty }L(f-1,c-1)-L(f,c-1)=L(c-1,c-1)-{\cancelto {0}{L(\infty ,c-1)}}} donde {\displaystyle L(\infty ,c-1)=\lim _{f\to \infty }L(f,c-1)=\lim _{f\to \infty }{\frac {1}{f{f-1 \choose c-2}}}=0}.
{\displaystyle {\begin{array}{cccccccccccccccccc}&&&&&&{\color {red}1}&&&&&&\\&&&&&{\frac {1}{2}}&&{\color {blue}{\frac {1}{2}}}&&&&\\&&&&{\frac {1}{3}}&&{\color {blue}{\frac {1}{6}}}&&{\frac {1}{3}}&&&\\&&&{\frac {1}{4}}&&{\color {blue}{\frac {1}{12}}}&&{\frac {1}{12}}&&{\color {red}{\frac {1}{4}}}&&\\&&{\frac {1}{5}}&&{\color {blue}{\frac {1}{20}}}&&{\frac {1}{30}}&&{\frac {1}{20}}&&{\color {blue}{\frac {1}{5}}}&\\&{\frac {1}{6}}&&{\color {blue}{\frac {1}{30}}}&&{\frac {1}{60}}&&{\frac {1}{60}}&&{\color {blue}{\frac {1}{30}}}&&{\frac {1}{6}}\\&&&&\vdots &&&&\vdots &&&\\\end{array}}}
Por ejemplo,
{\displaystyle {\color {blue}{\frac {1}{2}}+{\frac {1}{6}}+{\frac {1}{12}}+...}={\frac {1}{1}}-{\frac {1}{2}}+{\frac {1}{2}}-{\frac {1}{3}}+{\frac {1}{3}}-{\frac {1}{4}}+...={\color {red}1}}
{\displaystyle {\color {blue}{\frac {1}{5}}+{\frac {1}{30}}+{\frac {1}{105}}+...}={\frac {1}{4}}-{\frac {1}{20}}+{\frac {1}{20}}-{\frac {1}{60}}+{\frac {1}{60}}-{\frac {1}{140}}+...={\color {red}{\frac {1}{4}}}}
Al sustituir la fórmula con los coeficientes, se obtiene la serie infinita {\displaystyle \sum _{f=c}^{\infty }{\frac {1}{f{f-1 \choose c-1}}}={\frac {1}{c-1}}}; el primer ejemplo dado aquí apareció por primera vez en la obra de Leibniz alrededor de 1694

## Propiedades
Si se toman los denominadores de la n-ésima fila y se suman, el resultado es {\displaystyle n2^{n-1}}. Por ejemplo, en la tercera fila, los denominadores son 3, 6 y 3, y su suma es 3 + 6 + 3 = 12 = 3 × 22.
También se tiene la siguiente igualdad: {\displaystyle L(f,c)=\int _{0}^{1}\!x^{c-1}(1-x)^{f-c}\,dx.}